# ジェローム・バーコウ
ジェローム・バーコウ（Jerome H. Barkow）は、カナダの人類学者で進化心理学の発展に大きな貢献をした人物である。

## 概要
1964年にニューヨーク市立大学ブルックリン校から心理学の学位を、1970年にシカゴ大学から人間発達科学の博士号を取得した。現在、ダルハウジー大学で社会人類学の教授、ベルファストのクィーンズ大学で「文化と認知研究所」の特別研究員を務めている。
バーコウはいくつかの著書で有名である。1989年に『ダーウィン・性・地位：文化と精神への生物学的アプローチ（Darwin, Sex, and Status: Biological Approaches to Mind and Culture）』を、1992年にはレダ・コスミデス、ジョン・トゥービーと『適応した心：進化心理学と文化の生成（The Adapted Mind|The Adapted Mind: Evolutionary Psychology and the Generation of Culture）』を共編した。最近（2006年）では『失われた革命：社会科学者のためのダーウィニズム（Missing the Revolution: Darwinism for Social Scientists）』を執筆している。